# Saint-Josse-ten-Noode
Saint-Josse-ten-Noode în franceză sau Sint-Joost-ten-Node în neerlandeză (ambele sunt denumiri oficiale) este una din cele 19 comune din Regiunea Capitalei Bruxelles, Belgia. Este situată în partea de nord-est a aglomerației Bruxelles, și se învecinează cu comunele Bruxelles și Schaerbeek.
Comuna este cea mai mică din cele 19 comune ale Regiunii Capitalei Bruxelles și totodată cea mai mică entitate teritorială din Belgia. În același timp este cea mai dens populată comună din Regiunea Capitalei și una dintre localitățile belgiene cu o foarte mare concentrație de străini. După 1995, odată cu obținerea cetățeniei belgiene de către un procentaj din ce în ce mai mare de locuitori, cetățenii belgieni au redevenit majoritari. Caracterul multietnic al comunei se poate observa în compoziția consiliului local, în care 20 din cei 27 membrii aleși la alegerile din 2007 au cel puțin un predecesor cu alte origini decât origini belgiene. 
Teritoriul infim al comunei se explică prin schimbul de teritorii efectuat în 1853, când, datorită dificultăților economice ale comunei Saint-Josse-ten-Noode, comuna Bruxelles cumpără mai mult de jumătate din teritoriul acesteia, teritoriul actualului cartier european din Bruxelles.

## Personalități născute aici
- Gustave Fraipont (1849 - 1923), pictor, sculptor.

## Orașe înfrățite
- Nîmes, Franța;
- Verona, Italia;

1. ↑  Totale oppervlakte volgens het Kadasterregister, België, gewesten en provincies (în neerlandeză), Algemene Directie Statistiek[*]